# Васильєв Сергій Дмитрович
Сергій Дмитрович Васильєв (рос. Серге́й Дми́триевич Васи́льев; 1900, Москва — 1959, Москва) — радянський російський актор, кінорежисер, сценарист. Народний артист СРСР (1948). Лауреат двох Сталінських премій першого ступеня (1941, 1942).

## Вибрана фільмографія
- 1930 — «Спляча красуня»
- 1932 — «Особиста справа»
- 1934 — «Чапаєв»
- 1939 — «Гість»
- 1954 — «Герої Шипки»
- 1958 — «У дні Жовтня»